# Klubi Sportiv Egnatia
El KS Egnatia es un equipo de fútbol de Albania que juega en la Kategoria Superiore, primera división de fútbol en el país.

## Historia
Fue fundado el 15 de septiembre de 1964 en la ciudad de Rrogozhinë con el nombre 22 Shtatori Rrogozhinë por un grupo de patriotas sobrevivientes a la Primera Guerra Mundial.
En 1991 el club cambia su nombre por el de Vullneti Rrogozhinë, y para 1998 cambian su nombre por el que tienen actualmente. La palabra "Egnatia" hace referencia a la Vía Egnatia, una vía romana que conectaba la ciudad de Dyrrachium (actual Durrës) con Bizancio (actual Estambul), pasando por la actual ciudad de Rrogozhinë.
En la temporada 2004/05 el club escribe su mayor logro, el cual fue jugar por primera vez en la Kategoria Superiore, pero fue debut y despedida ya que descendió tras quedar en 9.º lugar entre 10 equipos.
En 2021, el club vuelve a la Kategoria Superiore, manteniéndose la próxima campaña en dicha categoría tras ganar la promoción de descenso ante el Korabi Peshkopi. Para la temporada 2022/23, el club consigue su mejor resultado quedando tercero y clasificando así a las fases previas de la UEFA Europa Conference League. Además, esa misma campaña se alza con la Copa de Albania tras ganar la final ante el KF Tirana por 1-0. En 2024 repite el título en la Copa al vencer al FK Kukësi por 1-0.
En el mismo 2024 el Egnatia conquistó su primer título en la Kategoria Superiore, tras derrotar al Partizani por 1-0 en el partido final de un nuevo formato de definición del campeonato conocido como final a cuatro, lo que representó la obtención del primer doblete en la historia del equipo.
En la temporada 2024-2025 revalidaron el título del año anterior tras quedar en primera posición en la temporada regular cosechando dieciséis victorias y eliminar al Futboll Klub Dinamo Tirana en la fase de semifinal y al Klubi Sportiv Vllaznia Shkodër por un contundente 0-4 en la fase final.

## Palmarés
- Kategoria Superiore: 2

2023-24, 2024-25
- Kategoria e Parë: 1

2020-21
- Kategoria e Dytë: 1

2016-17
- Copa de Albania: 2

2022-23, 2023-24
- Supercopa de Albania: 1

2024

## Participación en competiciones de la UEFA
| Temporada | Torneo                        | Ronda             | Club               | Casa      | Visita | Global      |
| --------- | ----------------------------- | ----------------- | ------------------ | --------- | ------ | ----------- |
| 2023–24   | UEFA Europa Conference League | 1° Clasificatoria | Ararat-Armenia     | 4–4 (aet) | 1–1    | 5–5 (2–4 p) |
| 2024–25   | UEFA Champions League         | 1° Clasificatoria | Borac Banja Luka   | 2–1 (aet) | 0–1    | 2–2 (1–4 p) |
| 2024–25   | UEFA Conference League        | 2° Clasificatoria | Víkingur Reykjavík | 0–2       | 1–0    | 1–2         |
| 2025-26   | Liga de Campeones de la UEFA  | 1° Clasificatoria | Breiðablik UBK     | 1–0       | 5–0    | 1–5         |